# Нові Буди (Новодворський повіт)
Нові Буди (пол. Nowe Budy) — село в Польщі, у гміні Леонцин Новодворського повіту Мазовецького воєводства.
У 1975-1998 роках село належало до Варшавського воєводства.